# Bosco di Vanzago
Bosco di Vanzago este o arie protejată (arie specială de conservare — SAC, sit de importanță comunitară — SCI, arie de protecție specială avifaunistică — SPA) din Italia întinsă pe o suprafață de 193 ha, integral pe uscat.

## Localizare
Centrul sitului Bosco di Vanzago este situat la coordonatele 45°31′09″N 8°58′20″E / 45.519167°N 8.972222°E.

## Înființare
Situl Bosco di Vanzago a fost declarat sit de importanță comunitară în iunie 1995 pentru a proteja 138 de specii de animale. Alte tipuri de protecție:
- arie de protecție specială avifaunistică (în aprilie 2005)[2]
- arie specială de conservare (în iulie 2016)[1][3][4]

## Biodiversitate
Situată în ecoregiunea continentală, aria protejată conține 2 habitate naturale: Lacuri eutrofice naturale cu vegetație de tip Magnopotamion sau Hydrocharition, Păduri de stejar sau de stejar și carpen sub-atlantice și medio-europene de Carpinion betuli.
La baza desemnării sitului se află mai multe specii protejate:
- păsări (133): uliu porumbar (Accipiter gentilis), uliu păsărar (Accipiter nisus), lăcar mare (Acrocephalus arundinaceus), lăcar-de-mlaștină (Acrocephalus palustris), lăcar-de-rogoz (Acrocephalus schoenobaenus), lăcar-de-lac (Acrocephalus scirpaceus), fluierar de munte (Actitis hypoleucos), pițigoi codat (Aegithalos caudatus), ciocârlie-de-câmp (Alauda arvensis), pescăruș albastru (Alcedo atthis), rață sulițar (Anas acuta), rață pitică (Anas crecca), rață mare (Anas platyrhynchos), gârliță mare (Anser albifrons), gâscă cenușie (Anser anser), fâsă de luncă (Anthus pratensis), fâsă de pădure (Anthus trivialis), egretă mare (Ardea alba), stârc cenușiu (Ardea cinerea), stârc roșu (Ardea purpurea), ciuf de câmp (Asio flammeus), ciuf-de-pădure (Asio otus), cucuvea (Athene noctua), rață-cu-cap-castaniu (Aythya ferina), rața moțată (Aythya fuligula), șorecarul comun (Buteo buteo), caprimulg (Caprimulgus europaeus), sticlete (Carduelis carduelis), Certhia brachydactyla, Cettia cetti,  prundaș gulerat mic (Charadrius dubius), florinte (Chloris chloris), barză albă (Ciconia ciconia), erete de stuf (Circus aeruginosus), erete vânăt (Circus cyaneus), botgros (Coccothraustes coccothraustes), porumbel gulerat (Columba palumbus), cioară neagră (Corvus corone), cioară de semănătură (Corvus frugilegus), prepeliță (Coturnix coturnix), cuc (Cuculus canorus), pițigoi albastru (Cyanistes caeruleus), lebădă de vară (Cygnus olor), ciocănitoare pestriță mare (Dendrocopos major), egretă mică (Egretta garzetta), presură de munte (Emberiza cia), presură galbenă (Emberiza citrinella), presură de stuf (Emberiza schoeniclus), măcăleandru (Erithacus rubecula), șoimul rândunelelor (Falco subbuteo), vânturel roșu (Falco tinnunculus), muscar negru (Ficedula hypoleuca), cinteză (Fringilla coelebs), Fringilla montifringilla, lișiță (Fulica atra), becațină comună (Gallinago gallinago), găinușă de baltă (Gallinula chloropus), gaiță (Garrulus glandarius), frunzăriță galbenă (Hippolais icterina), Hippolais polyglotta, rândunică (Hirundo rustica), stârc pitic (Ixobrychus minutus), capîntortură (Jynx torquilla), sfrâncioc roșiatic (Lanius collurio), pescăruș sur (Larus canus), pescăruș râzător (Larus ridibundus), câneparul (Linaria cannabina), privighetoare (Luscinia megarhynchos), rață fluierătoare (Mareca penelope), rață pestriță (Mareca strepera), gaia neagră (Milvus migrans), codobatură galbenă (Motacilla alba), codobatură de munte (Motacilla cinerea), codobatura galbenă (Motacilla flava), muscar sur (Muscicapa striata), rață cu ciuf (Netta rufina), stârc de noapte (Nycticorax nycticorax), grangur (Oriolus oriolus), ciuf-pitic (Otus scops), vultur pescar (Pandion haliaetus), pițigoi mare (Parus major), vrabie de câmp (Passer montanus), pițigoi de brădet (Periparus ater), viespar (Pernis apivorus), cormoran mare (Phalacrocorax carbo), fazan (Phasianus colchicus), codroș de munte (Phoenicurus ochruros), codroșul de pădure (Phoenicurus phoenicurus), pitulice de munte (Phylloscopus bonelli), pitulice de munte (Phylloscopus collybita), pitulice sfârâitoare (Phylloscopus sibilatrix), pitulice-fluierătoare (Phylloscopus trochilus), coțofană (Pica pica), ciocănitoarea verde (Picus viridis), corcodel mare (Podiceps cristatus), corcodel-cu-gât-negru (Podiceps nigricollis), pițigoi sur (Poecile palustris), brumăriță de pădure (Prunella modularis), cristei de baltă (Rallus aquaticus), aușel sprâncenat (Regulus ignicapilla), aușel cu cap galben (Regulus regulus), lăstun de mal (Riparia riparia), mărăcinar (Saxicola rubetra), mărăcinar negru (Saxicola torquatus), sitar de pădure (Scolopax rusticola), cănăraș (Serinus serinus), țiclete (Sitta europaea), Spatula clypeata, rață cârâitoare (Spatula querquedula), scatiu (Spinus spinus), chiră mică (Sternula albifrons), guguștiuc (Streptopelia decaocto), turturică (Streptopelia turtur), huhurez mic (Strix aluco), graur (Sturnus vulgaris), silvie cu cap negru (Sylvia atricapilla), silvie de zăvoi (Sylvia borin), silvie de câmp (Sylvia communis), silvie-mică (Sylvia curruca), corcodel mic (Tachybaptus ruficollis), fluierar de mlaștină (Tringa glareola), fluierar cu picioare verzi (Tringa nebularia), fluierarul de zăvoi (Tringa ochropus), fluierar de lac (Tringa stagnatilis), fluierarul cu picioare roșii (Tringa totanus), pănțărușul (Troglodytes troglodytes), sturzul viilor (Turdus iliacus), mierlă (Turdus merula), sturz-cântător (Turdus philomelos), sturz (Turdus pilaris), sturzul de vâsc (Turdus viscivorus), strigă (Tyto alba), pupăză (Upupa epops)
- amfibieni (1): Triturus carnifex
- nevertebrate (3): Austropotamobius pallipes, croitorul mare al stejarului (Cerambyx cerdo), rădașcă (Lucanus cervus)
- reptile (1): țestoasa de baltă (Emys orbicularis)

Pe lângă speciile protejate, pe teritoriul sitului au mai fost identificate 9 specii de plante, 5 specii de amfibieni, 18 specii de mamifere, 5 specii de nevertebrate, 1 specie de pești, 4 specii de reptile.